# 桐谷ユリア
桐谷 ユリア（きりたに ユリア、1990年5月10日 - ）は。日本のAV女優。ディーバプロモーション所属。

## 人物・略歴
趣味、特技はピアノ、ダンス。猫を飼っている。
2011年1月にアイデアポケットからAVデビューした。台中アダルトエキスポ2012のイメージガールに丘咲エミリ、北川瞳とともに選ばれている。BRW108のユニット「PINKY」の元メンバー。

## 出演作品
2011年
- FIRST IMPRESSION 48（1月1日、アイデアポケット）[2]
- 学校でしようよ!（2月1日、アイデアポケット）[2]
- 桐谷ユリアの濃厚な接吻とSEX（3月1日、アイデアポケット）[2]
- 見つめ合って感じ合う情熱SEX（4月1日、アイデアポケット）[2]
- 僕とユリアの甘～い性活（5月1日、アイデアポケット）[2]
- 隣の女子大生はSEXが大好き（6月1日、アイデアポケット）[2]
- 瞬殺!一撃バズーカ顔射（7月22日、アイデアポケット）[2]
- DIGITAL CHANNEL DC83 （8月1日、アイデアポケット）[2]
- 霧の谷のユリア（9月1日、アイデアポケット）[2]
- 究極のパンストフェチエロティクス（10月1日、アイデポケット）[2]
- 大乱交（11月1日、アイデアポケット）[2]
- 犯された読者モデル幼妻 -夫に見られながら犯されて-（12月1日、プレステージ）
- 一泊二日、美少女完全予約制。 14（12月22日、プレステージ）

2012年
- TOKYO25時 Vol.09 （1月20日、プレステージ）
- パパの知らない娘たちの秘密（1月27日、宇宙企画）共演:みづなれい
- 堕ちたセレブ妻（2月2日、タカラ映像）
- 義母相姦 豊満ボディをもてあそばれて（3月1日、VENUS）
- 連れ込み巨乳温泉宿（3月25日、美）共演:木下若菜、星野あかり
- 競泳水着立ちオナニー（4月1日、Fetishist/妄想族）共演:青空小夏、そらのゆめ、仁科百華、椎名ひかる、高島恭子、友田彩也香、横山みれい、みづなれい、森ななこ、つぼみ、眞木あずさ、愛原さえ、椿アリス、吉井みな、一ノ瀬ルカ、沙月由奈、南ちえり、果山ゆら、葛城まや、さとう遥希、坂野由梨、小川菜乃
- みんなのマドンナ!学生寮の性処理お姉さん（4月20日、ネクストグループ）
- 社員100人以上の社長秘書は「ココ」が違う（4月27日、バルタン）
- 湯けむり近親相姦 母子入浴交尾（5月1日、VENUS）
- イラマチオじゃない腰振りフェラチオ ～女の子の口の中の気持ち良さは麻薬並み～（5月18日、SEX AGENT）他出演:羽月希、東尾真子、西山真理、三上香里菜
- 悩殺手コキ業務 ビジネスウーマンの淫らなハンドワーク（5月18日、SEX AGENT）他出演:有村千佳、藤咲葵、水希杏、稲川なつめ、菜月せな、宮瀬リコ
- ベロフェラ（5月25日、TMA）他出演:つぼみ、椎名ひかる、有村千佳
- 離職率0％企業の淫乱美ッ痴社長（5月25日、美）
- 中出しごっくんコスプレイヤー（5月25日、CMP）
- 花魁撫子でありんす 花魁2号（5月25日、ONE DA FULL）
- スーツでごっくん。滲み出る悩殺フェロモンフェラ。2（6月15日、SEX Agent）共演:有村千佳、藤咲葵、西山真理、春音みこ、西条あきら、菜月せな、逢坂るか
- 第1回ギャルソンAV企画グランプリノミネート作品 Eカップ以上巨乳ギャルが友達と一緒に喫茶店をOPEN!!どうしよう お客が来ない…そうだHなサービスをつけよう!!（7月5日、GARCON）共演:AIKA、眞木あずさ、春希ゆきの
- ビジネスホテルでマッサージを受けたら予想外に可愛い施術師が来て勃起して手を出した俺（7月5日、アキノリ）共演:黒木いちか、栗林里莉
- レイプされたのに感じちゃうワタシ…自ら尻振る淫乱女（7月15日、STAR PARADISE）他出演:椎名ゆな、青山ゆい
- ちんちん手マン もう入れてと懇願しヨガり狂う女たち（7月20日、SEX Agent）共演:有村千佳、羽月希、三上香里菜、杏子ゆう、Hinano、すずきりりか
- 寸止めパンスト手コキがナイロン過ぎてもう堪らん。（7月20日、SEX Agent）共演:有村千佳、羽月希、笠木忍、杏美月、西山真理、本庄瞳
- べろチューレロレロしながら濃厚手コキしてあげる（8月10日、ケイ・エム・プロデュース）共演:木下若菜、松下ひかり、杏樹、園田セイラ、宮間葵、大石美咲、琥珀うた
- 恋夜【ren-ya】Premium 第十四夜（8月21日、プレステージ）
- 濡れた髪を初めて見せてくれた君 ＃12（8月24日、ワンダフル）
- MAD GAME 7TH（9月11日、MAD）
- 悶絶管理局尻コキ課 最強セクシー社員の淫らなケツ仕事（9月21日、SEX Agent）共演:藤咲葵、原望美、春音みこ、山本美和子、沢木澪、彩乃みう、菜月せな
- 目の前に止まった車の助手席にいる、すまし顔した女の胸があまりにも大きくて…（10月11日、プレステージ）共演:北川瞳、梅宮彩乃
- ベロ 唾液分泌行為（11月19日、LABO/妄想族）共演:星優乃、琥珀うた、横山みれい、春日野結衣、香坂澪、野々宮ヒカル、小桜りく、他
- あなた、ごめんなさい バレないように旦那の隣でやられる人妻（12月25日、サイドビー）共演:杉原えり